# Recht der Arbeit
Recht der Arbeit ist eine im Verlag C. H. Beck erscheinende juristische Fachzeitschrift. Sie trägt den Untertitel „Zeitschrift für die Wissenschaft und Praxis des gesamten Arbeitsrechts“ und wird mit RdA abgekürzt.

## Geschichte
Die Zeitschrift wurde 1948 von Hans Carl Nipperdey begründet. Sie wird von einer Riege deutscher Jura-Professoren und Richtern herausgegeben.